# Bulldozer corazzato

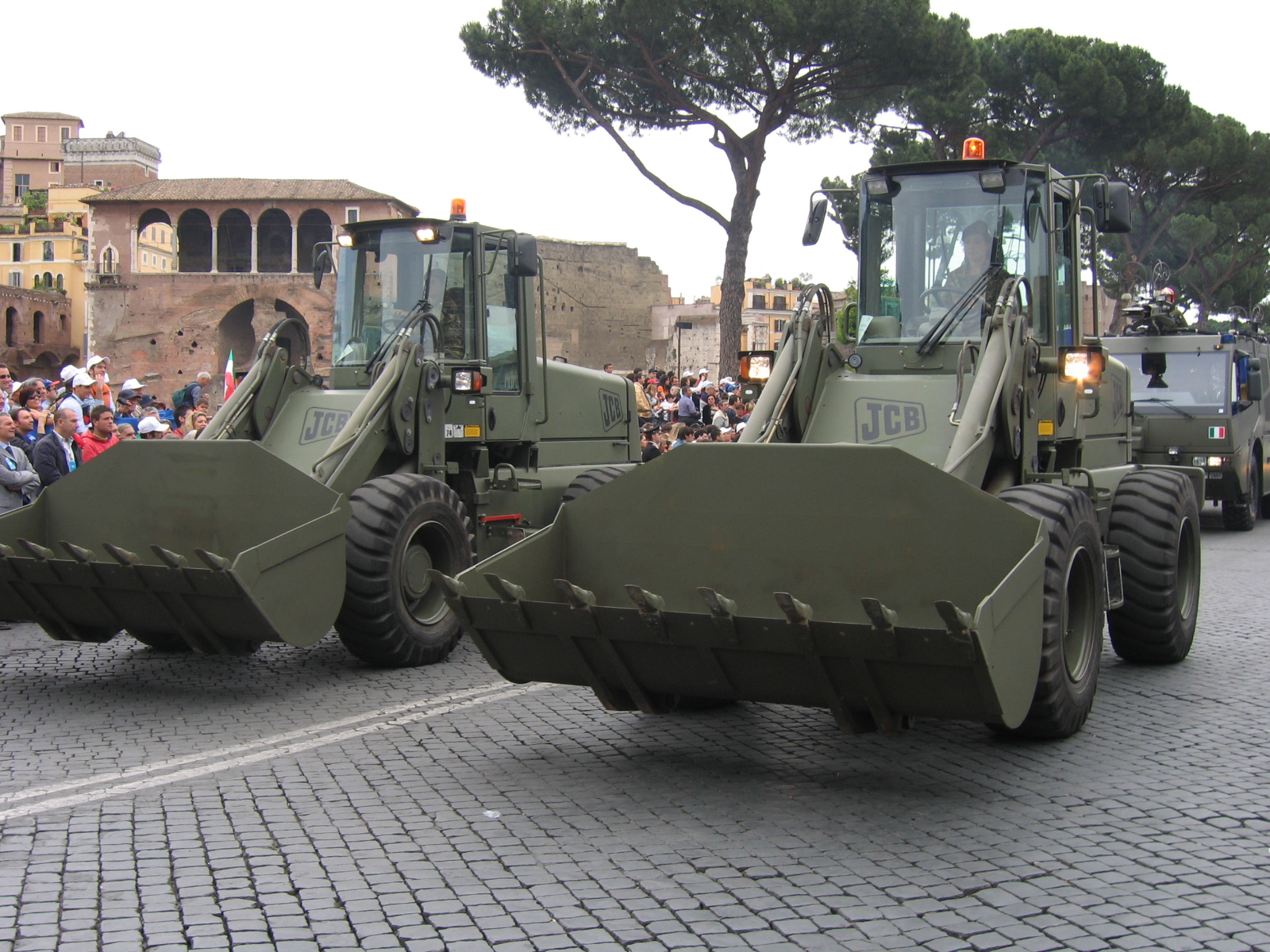
Bulldozer dell'Esercito Italiano durante la parata del 2 giugno a Roma.

Il bulldozer corazzato è un mezzo militare tipicamente in dotazione ai pionieri, ovvero la specialità del genio militare designata a compiti di demolizione, rimozione ostacoli e supporto tecnico sotto il fuoco nemico. Questo veicolo da combattimento del genio unisce l'attrezzatura per il movimento terra del bulldozer con la protezione offerta dalla corazzatura al veicolo stesso e all'operatore in zona di combattimento. Si tratta, nella maggior parte dei casi, di bulldozer civili modificati con la blindatura della cabina e delle parti sensibili del mezzo (quali il motore) e con l'installazione di particolari attrezzature ad uso militare. Il bulldozer corazzato si differenzia quindi dal carro pioniere, ovvero il carro armato dotato di lama apripista e altre attrezzature, in quanto per quest'ultimo il ruolo primario rimane quello del combattimento.

## Seconda guerra mondiale

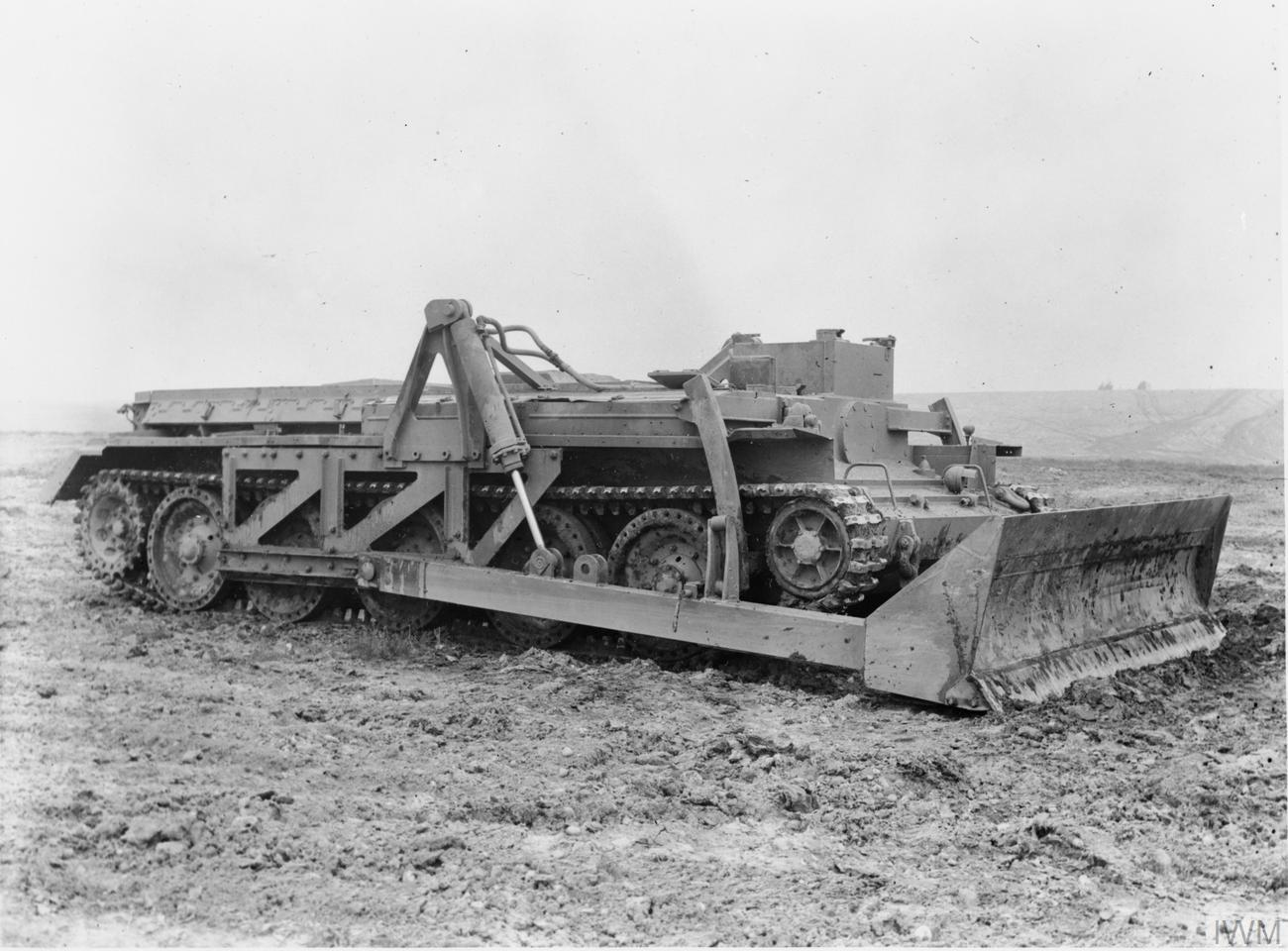
Un Centaur Dozer.

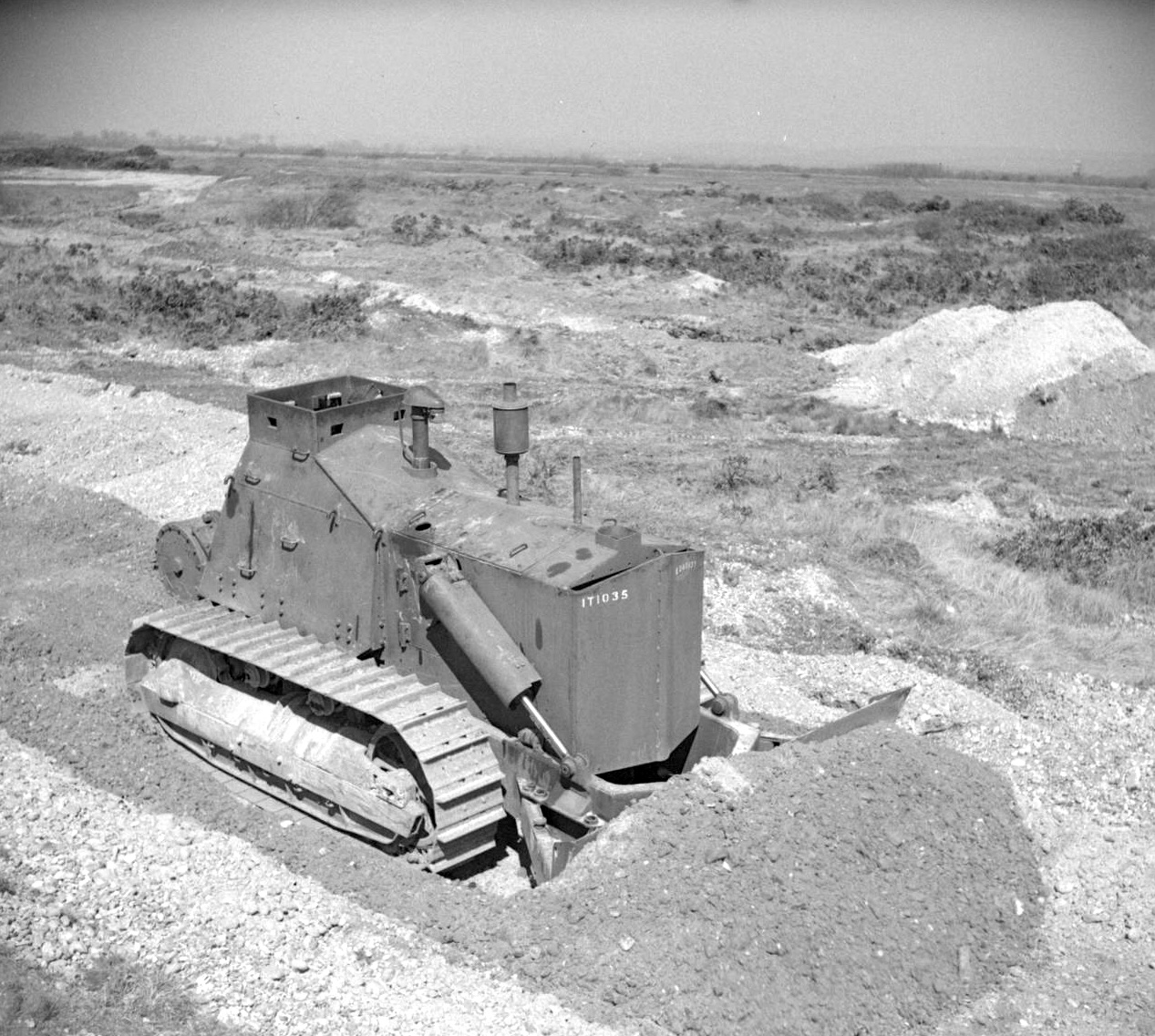
Un Caterpillar D7 corazzato inglese durante la seconda guerra mondiale.

Il primo bulldozer corazzato fu sviluppato dagli inglesi durante la seconda guerra mondiale. Si trattava di un normale Caterpillar D8 dotato di blindatura a protezione del conducente e del motore ad opera della "Olding Jack & Company Ltd". Questo bulldozer faceva parte di una famiglia di mezzi, denominata confidenzialmente "Hobart Funnies", le "stranezze di Hobart" (dal nome del comandante), impiegati dalla 79th Armoured Division britannica come mezzi di supporto al combattimento. Tale famiglia, oltre a mezzi specificatamente destinati al movimento terra, comprendeva carri armati modificati ed adattati a ruoli quali lo sminamento o il superamento di ostacoli, come i Mk IV Churchill AVRE e ARK.
I bulldozer furono approntati, in particolare, in previsione dello sbarco in Normandia, dove avrebbero dovuto spianare gli ostacoli dalle spiagge e ripristinare rapidamente la viabilità rimuovendo le macerie e riempiendo i crateri delle bombe.
Nelle fasi successive di avanzata verso la Germania invece, questo mezzo si rivelò troppo lento e vulnerabile per operare a fianco delle formazioni di carri. Fu quindi sostituito in questo ruolo dal Centaur Dozer, un carro Centaur a cui era stata rimossa la torretta e fornito d'una lama da bulldozer mossa da un verricello, che rimase in uso fino alla Guerra di Corea.

## Impieghi moderni

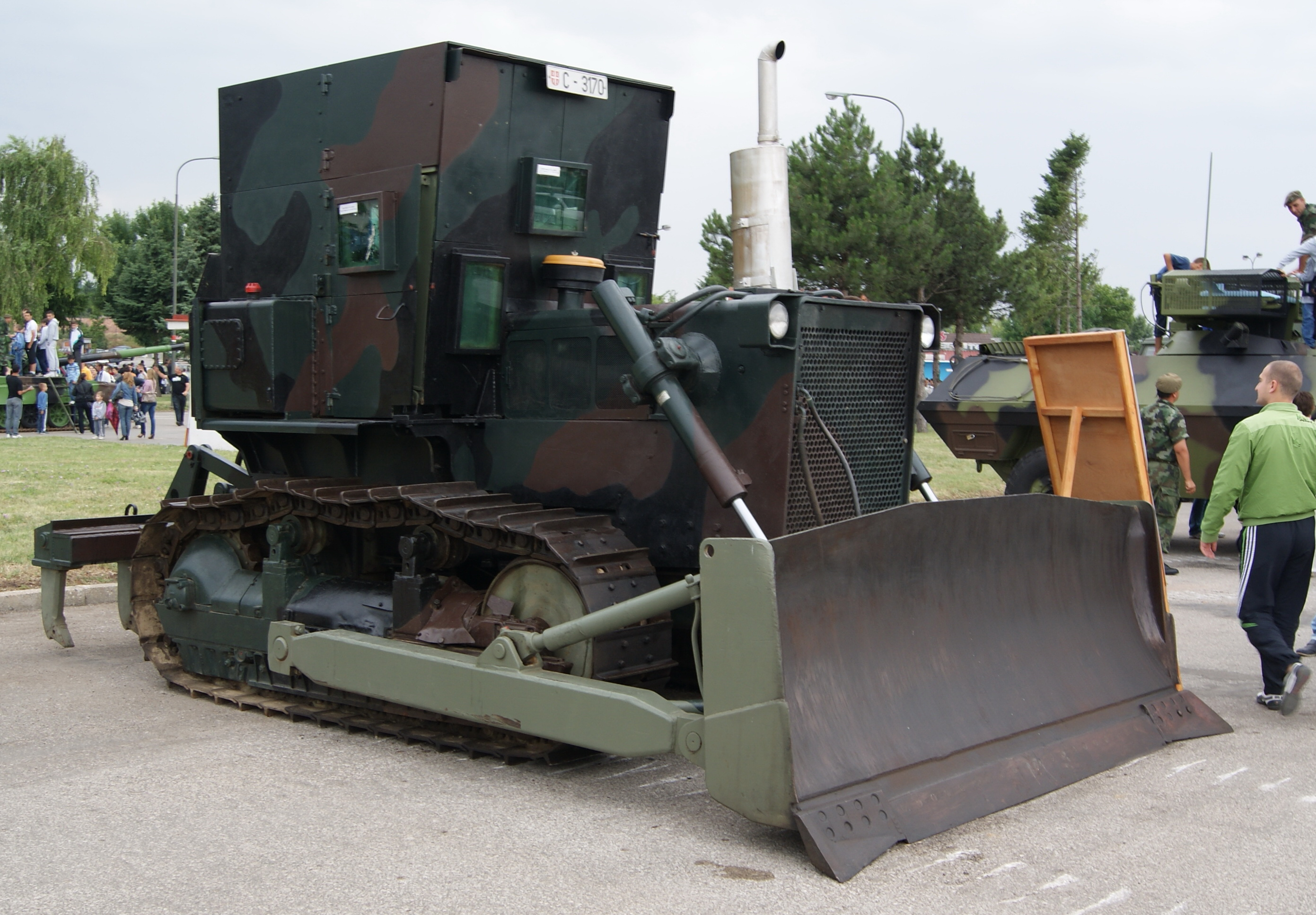
Bulldozer corazzato dell'Esercito serbo.

La maggior parte dei moderni mezzi della categoria sono basati sui modelli Caterpillar D9 e Caterpillar D7, i quali, pur non essendo prodotti specificamente in versione militare, per le loro caratteristiche si prestano particolarmente alle applicazioni militari. In particolare sono stati impiegati intensamente dalla Israeli Defense Forces (IDF) e da Corpo dei Marines e dall'Esercito degli Stati Uniti.

### Israele
La versione israeliana Caterpillar D9R "Doobi" (orsacchiotto) è un bulldozer Caterpillar D9 modificato dalla Israel Military Industries e dalla Israel Aerospace Industries per aumentarne la sopravvivenza in ambiente ostile, non solo contro le armi leggere ma anche da attacchi con armi controcarro.
Il modello D9R, l'ultima generazione di bulldozer D9 in servizio con la IDF, ha una potenza di 405-410 hp ed una capacità di traino di 702 kN. Ha un equipaggio di due persone, un operatore e un capomacchina ed è assegnato alle unità del Genio militare israeliano.
La modifica principale rispetto alla versione civile consiste nell'installazione di una corazzatura di produzione nazionale a protezione dei sistemi meccanici e della cabina. L'operatore e il comandante sono ospitati all'interno di una cabina blindata  con vetro antiproiettile, efficace contro schegge, colpi di mitragliatrice e fuoco dei cecchini. L'IDF ha anche sviluppato una protezione aggiuntiva a griglia contro le granate controcarro dei diffusissimi lanciarazzi spalleggiabili RPG. Ulteriori protezioni modulari possono essere aggiunte a seconda del livello di minaccia, fino alle 15 tonnellate di quella più pesante. Le modifiche comprendono infine mitragliatrici a comando remoto, lanciagranate e lanciafumogeni.
Gli impieghi tipici del D9 corazzato comprendono demolizioni di costruzioni, sbancamenti, costruzione di terrapieni e fossati, fino al soccorso a veicoli colpiti, lo sminamento e l'apertura di varchi per la fanteria. Durante la Seconda Intifada, i bulldozer blindati D9 si dimostrarono praticamente invulnerabili per le armi dei palestinesi, resistendo agli RPG ed agli IED, venendone addirittura criticato l'impiego da parte delle organizzazioni umanitarie a causa del loro impiego nel radere al suolo le case degli insorti.

### Stati Uniti d'America

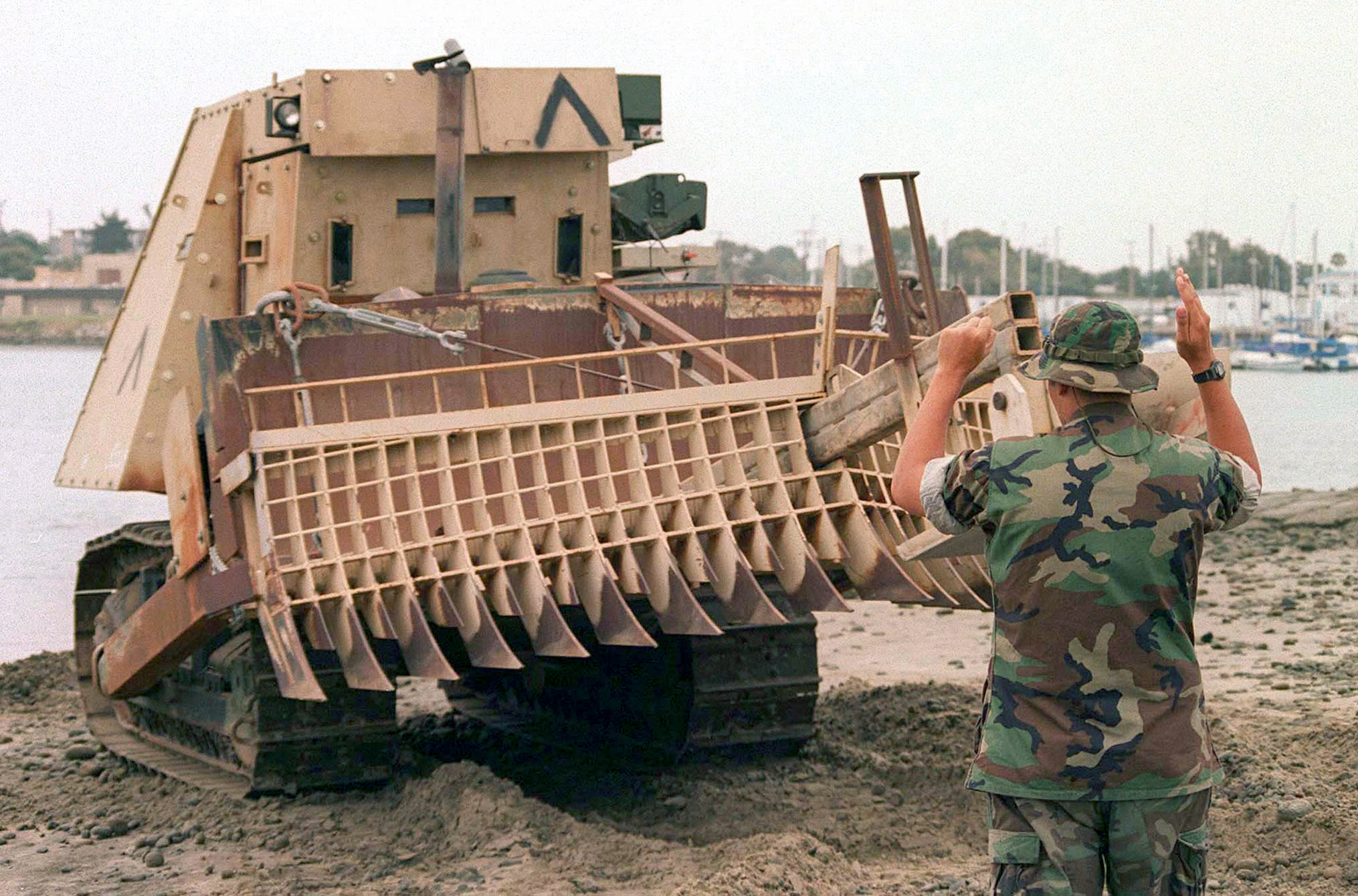
Caterpillar D7 americano con lama sminatrice

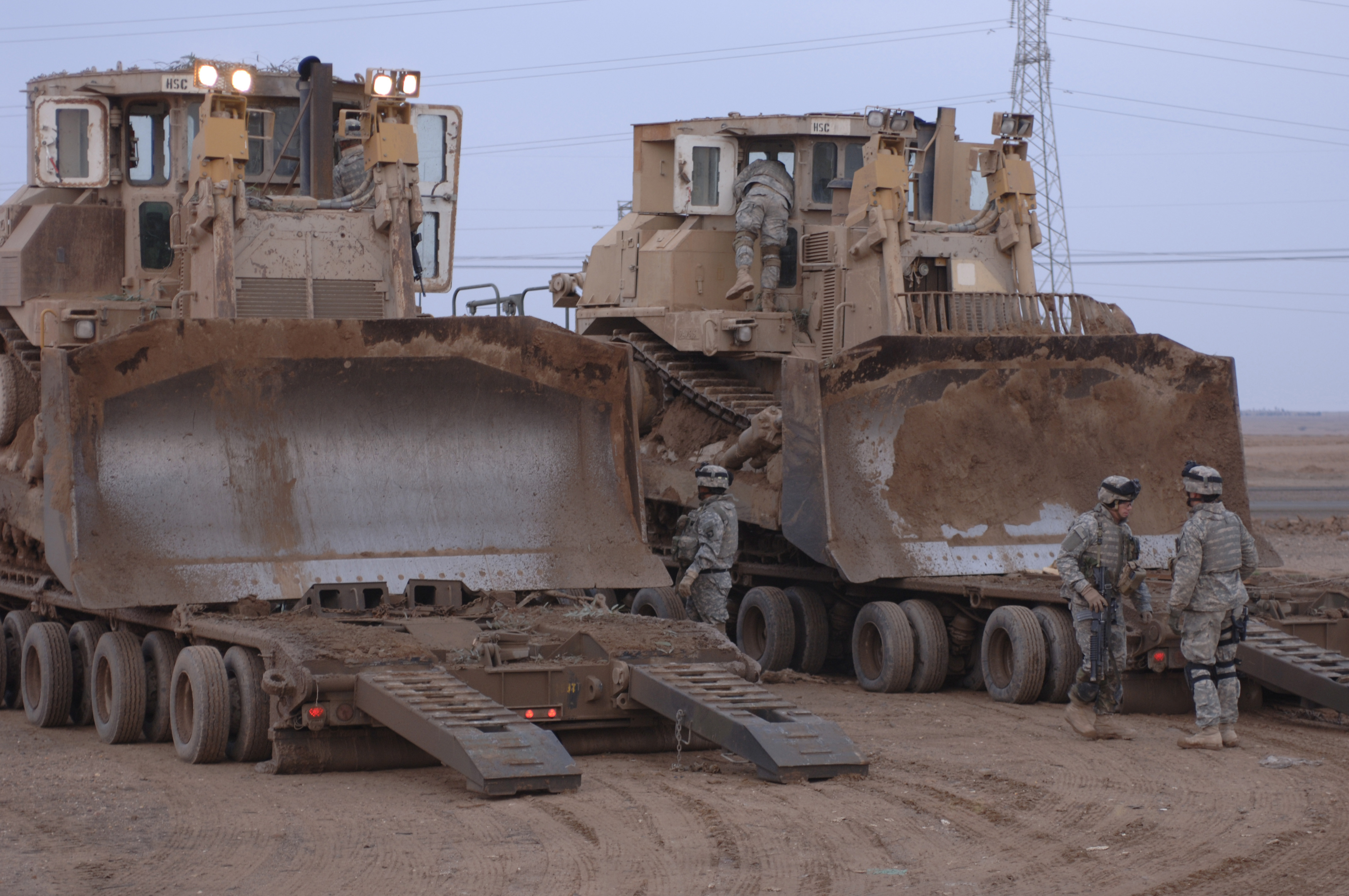
Caterpillar D9R dell'United States Army.

Durante la prima guerra del Golfo gli Stati Uniti acquistarono i kit di protezione della Israel Military Industries (IMI) per i loro Caterpillar D7. In previsione della seconda guerra in Iraq, nel 2003 l'US Army acquisì diversi kit di protezione israeliani questa volta per i Caterpillar D9, convertiti così in D9S. Questi furono usati per le operazioni di ripristino della viabilità ed erezione di fortificazioni campali, ma anche in operazioni di demolizione di postazioni di cecchini, sotto il fuoco nemico, con resoconti lusinghevoli da parte delle truppe appoggiate